# Counting Down the Days
Counting Down the Days ist das dritte Album der australisch-britischen Sängerin Natalie Imbruglia und wurde am 4. April 2005 veröffentlicht.
Allein bis zum September 2005 erreichte das Album in Großbritannien eine Verkaufszahl von über 200.000 Exemplaren.

## Titelliste
1. Starting Today – 2:45
2. Shiver – 3:44
3. Satisfied – 3:30
4. Counting Down the Days – 4:09
5. I Won’t Be Lost – 3:53
6. Slow Down – 3:32
7. Sanctuary – 3:09
8. Perfectly – 3:24
9. On the Run – 3:38
10. Come On Home – 3:56
11. When You’re Sleeping – 3:07
12. Honeycomb Child – 4:14[3]

## Charts und Chartplatzierungen

### Album
| Jahr | Titel                  | Höchstplatzierung, Gesamtwochen, AuszeichnungChartplatzierungen (Jahr, Titel, Platzierungen, Wochen, Auszeichnungen, Anmerkungen) | Höchstplatzierung, Gesamtwochen, AuszeichnungChartplatzierungen (Jahr, Titel, Platzierungen, Wochen, Auszeichnungen, Anmerkungen) | Höchstplatzierung, Gesamtwochen, AuszeichnungChartplatzierungen (Jahr, Titel, Platzierungen, Wochen, Auszeichnungen, Anmerkungen) | Höchstplatzierung, Gesamtwochen, AuszeichnungChartplatzierungen (Jahr, Titel, Platzierungen, Wochen, Auszeichnungen, Anmerkungen) | Höchstplatzierung, Gesamtwochen, AuszeichnungChartplatzierungen (Jahr, Titel, Platzierungen, Wochen, Auszeichnungen, Anmerkungen) | Anmerkungen                         |
| Jahr | Titel                  | DE | AT | CH | UK | AU | Anmerkungen                         |
| ---- | ---------------------- | --- | --- | --- | --- | --- | ----------------------------------- |
| 2005 | Counting Down the Days | DE35 (4 Wo.)DE | AT35 (4 Wo.)AT | CH9 (14 Wo.)CH | UK1 (17 Wo.)UK | AU12 (7 Wo.)AU | Erstveröffentlichung: 4. April 2005 |

### Singles
| Jahr | Titel                  | Höchstplatzierung, Gesamtwochen, AuszeichnungChartplatzierungen (Jahr, Titel, , Platzierungen, Wochen, Auszeichnungen, Anmerkungen) | Höchstplatzierung, Gesamtwochen, AuszeichnungChartplatzierungen (Jahr, Titel, , Platzierungen, Wochen, Auszeichnungen, Anmerkungen) | Höchstplatzierung, Gesamtwochen, AuszeichnungChartplatzierungen (Jahr, Titel, , Platzierungen, Wochen, Auszeichnungen, Anmerkungen) | Höchstplatzierung, Gesamtwochen, AuszeichnungChartplatzierungen (Jahr, Titel, , Platzierungen, Wochen, Auszeichnungen, Anmerkungen) | Höchstplatzierung, Gesamtwochen, AuszeichnungChartplatzierungen (Jahr, Titel, , Platzierungen, Wochen, Auszeichnungen, Anmerkungen) | Anmerkungen                         |
| Jahr | Titel                  | DE | AT | CH | UK | AU | Anmerkungen                         |
| ---- | ---------------------- | --- | --- | --- | --- | --- | ----------------------------------- |
| 2005 | Shiver                 | DE52 (9 Wo.)DE | AT41 (12 Wo.)AT | CH36 (14 Wo.)CH | UK8 (18 Wo.)UK | AU19 (10 Wo.)AU | Erstveröffentlichung: 21. März 2005 |
| 2005 | Counting Down the Days | — | — | CH90 (4 Wo.)CH | UK23 (6 Wo.)UK | — | Erstveröffentlichung: 25. Juli 2005 |

## Rezeption
Das Album bekam hauptsächlich positive Kritiken. Top Of The Pops äußerte:

„A rather nice selection of bright and breezy songs of the guitar pop persuasion.“

und Jon O’Brien von AllMusic sagte dazu:

„Counting Down the Days will undoubtedly be a commercial success but its play-it-safe attitude undoes some of the good work done by its predecessor. A few more risks next time wouldn't go amiss.“

und gab ihm drei von fünf möglichen Sternen.

## Sonstige Ausgaben
- Japan-Version mit Bonus-Track